# Црни Брег
Црни Брег (алб. Breg i Zi) је насеље у општини Липљан, Косово и Метохија, Република Србија.

## Становништво
| Демографија | Демографија | Демографија |
| Година      | Становника  | Становника  |
| ----------- | ----------- | ----------- |
| 1948.       | 193         |             |
| 1953.       | 210         |             |
| 1961.       | 297         |             |
| 1971.       | 383         |             |
| 1981.       | 414         |             |
| 1991.       | 428         |             |